# Lukáčovce
Lukáčovce es un municipio del distrito de Nitra en la región de Nitra, Eslovaquia, con una población estimada a final del año 2024 de 1168 habitantes.
Se encuentra ubicado en el centro-oeste de la región, en el valle del río Nitra (cuenca hidrográfica del Danubio) y cerca de la frontera con la región de Trnava.

## Demografía
| Año        | 1994 | 2004    | 2014    | 2024    |
| ---------- | ---- | ------- | ------- | ------- |
| Población  | 1037 | 1084    | 1142    | 1168    |
| Diferencia |      | +4,53 % | +5,35 % | +2,27 % |

| Año        | 2023 | 2024    |
| ---------- | ---- | ------- |
| Población  | 1164 | 1168    |
| Diferencia |      | +0,34 % |